# أيه بي سي أستراليا
أيه بي سي أستراليا (بالإنجليزية: ABC Australia)، المعروفة سابقًا باسماء متنوعة منها: تلفزيون أستراليا (بالإنجليزية: Australia Television) : هي قناة تلفزيونية أسترالية مدفوعة الأجر، تم إطلاقها في 1993، وتديرها هيئة البث الأسترالية كجزء من تلفزيون أيه بي سي (أستراليا). تبث القناة مزيجًا من البرامج، بما في ذلك أسلوب الحياة والدراما والرياضة وبرامج تعليم اللغة الإنجليزية وبرامج الأطفال والأخبار للمشاهدين في جميع أنحاء شرق آسيا وآسيا الوسطى وجنوب آسيا وجنوب شرق آسيا وجزر المحيط الهادئ.